# 伯爾沃內什蒂鄉
44°48′N 22°41′E / 44.800°N 22.683°E
伯爾沃內什蒂鄉（羅馬尼亞語：Comuna Bâlvănești, Mehedinți），是羅馬尼亞的鄉份，位於該國西南部，由梅赫丁茨縣負責管轄，面積48平方公里，海拔高度509米，2007年人口1,035，人口密度每平方公里22人。